# Normandy (Missouri)
Normandy ist eine Stadt mit dem Status „City“ im St. Louis County im US-Bundesstaat Missouri. Das U.S. Census Bureau hat bei der Volkszählung 2020 eine Einwohnerzahl von 4.287 ermittelt.

## Geographie
Die Koordinaten von Normandy liegen bei 38°42'56" nördlicher Breite und 90°18'1" westlicher Länge.
Nach Angaben der United States Census 2010 erstreckt sich das Stadtgebiet von Normandy über eine Fläche von 4,79 Quadratkilometer (1,85 sq mi). Normandy grenzt im Südwesten an Bel-Nor und Greendale, Nordwesten an Bellerive und Cool Valley, im Norden an Ferguson, im Nordosten an Jennings, Norwood Court, Pasadena Park und Pasadena Hills, im Südosten an Glen Echo Park, Beverly Hills, Velda City und Hillsdale und im Süden an Wellston und Pagedale.

## Bevölkerung
Nach der United States Census 2010 lebten in Normandy 5008 Menschen verteilt auf 1942 Haushalte und 1023 Familien. Die Bevölkerungsdichte betrug 1774,0 Einwohner pro Quadratkilometer (2707,0/sq mi).
Die Bevölkerung setzte sich 2010 aus 21,3 % Weißen, 69,7 % Afroamerikanern, 0,3 % amerikanischen Ureinwohnern, 5,6 % Asiaten, 0,9 % aus anderen ethnischen Gruppen und 2,1 % mit zwei oder mehr Ethnien zusammen. Bei 1,6 % der Bevölkerung handelte es sich um Hispanics oder Latinos. Von den 1942 Haushalten lebten in 31,3 % Kinder unter 18 und in 4,9 % der Haushalten lebten Personen über 65.
Von den 5008 Einwohnern waren 23,0 % unter 18 Jahre, 24,7 % zwischen 18 und 24 Jahren, 22,9 % zwischen 25 und 44 Jahren, 21,8 % zwischen 45 und 64 Jahren und in 7,7 % der Menschen waren 65 Jahre oder älter waren. Das Durchschnittsalter betrug 26 Jahre und 45,8 % der Einwohner waren männlich.

## Belege
1. ↑  Explore Census Data Total Population in Normandy city, Missouri. Abgerufen am 2. Februar 2023.
2. ↑   United States Census
3. ↑   American Fact Finder